# تصغير الثدي
رأب الثدي التصغيري (تصغير الثدي) هو إجراء جراحي تجميلي لتقليل حجم الثدي الكبير. في جراحة تصغير الثدي لإعادة تشكيل ثديين وظيفيين يتناسبان مع جسم المرأة، يكون الاعتبار التصحيحي الحاسم هو مدى حيوية أنسجة مجمع الحلمة والهالة، لضمان الحساسية الوظيفية والقدرة على الإرضاع. تشمل مؤشرات جراحة تصغير الثدي ثلاثة عناصر -جسدية وجمالية ونفسية -أي استعادة شكل الثدي وصورة المرأة الذاتية وصحتها النفسية.
في الممارسة التصحيحية، تُطبق أيضًا التقنيات الجراحية والعملية لرأب الثدي التصغيري في عملية رفع الثدي (تثبيت الثدي).

## المظاهر السريرية
تُظهر المرأة التي تعاني من ضخامة الثدي ثديين متضخمين وثقيلَين، ما يسبب لها آلامًا مزمنة في الرأس والرقبة والكتفين والظهر؛ يؤدي الثدي الضخم أيضًا إلى مشاكل صحية ثانوية، مثل ضعف الدورة الدموية، وضعف التنفس (عدم القدرة على ملء الرئتين بالهواء)؛ وحكة في جلد الصدر والثدي السفلي (التهاب جلدي متقابل تحت الثدي)؛ وأذية الكتفين مكان شريط حمالة الصدر؛ وصعوبة في إيجاد قياس مناسب للملابس.
أدت جراحة تصغير لدى المرأة التي تعاني من ضخامة الثدي (> 1,000 غ من الوزن الزائد لكل ثدي) إلى نقصان حجم صدرها الضخم بمقدار ثلاثة مقاسات لحمالة الصدر. تؤدي جراحة تصغير الثدي المتضخم بشكل غير طبيعي إلى إزالة الأعراض الجسدية والقيود الوظيفية التي يفرضها الثدي الضخم غير المتناسب مع جسد المرأة، فتتحسن صحتها الجسدية والعقلية. بعد ذلك، تصبح قدرة المرأة على أداء الأنشطة البدنية التي كانت صعبة سابقًا بسبب حجم الثديين المتضخمين، عاملًا في تحسن صحتها العاطفية (تقدير الذات) عبر إنقاص القلق والاكتئاب نفسي المنشأ.

### التاريخ الطبي
يسجل التاريخ الطبي عمر المرأة وعدد الأطفال الذين أنجبتهم وممارساتها للرضاعة الطبيعية وخطط الحمل والرضاعة والحساسية تجاه الأدوية وقابلية النزف. بالإضافة إلى المعلومات الطبية الشخصية، يشمل التاريخ الطبي سلوكيات تدخين التبغ والأمراض المرافقة له، وجراحة الثدي وأمراض الثدي السابقة، والتاريخ العائلي للإصابة بسرطان الثدي، والشكاوى من آلام الرقبة والظهر والكتف وحساسية الثدي والطفح الجلدي والعدوى وخدر في الأطراف العلوية.
يسجل الفحص البدني المقاييس الدقيقة لمؤشر كتلة جسم المرأة، والعلامات الحيوية، وكتلة كل ثدي، ودرجة الالتهاب الجلدي المتقابل تحت الثدي، ودرجة تدلي الثدي، ودرجة تضخم كل ثدي، وآفات الجلد المغلف، ودرجة الإحساس في مجمع الحلمة والهالة، والإفرازات من الحلمة. تُلاحظ أيضًا الآثار الثانوية لتضخم الثديين، مثل أّذية الكتفين بشريط حمالة الصدر بسبب وزن الثدي الكبير، والحداب (الانحناء المفرط والعكسي للمنطقة الصدرية من العمود الفقري)، وتهيج الجلد، والطفح الجلدي الذي يؤثر على الطية تحت الثدي. 

### السبب
عادةً ما يكبر ثديا المرأة خلال فترة عملية النهود (مرحلة نمو الثدي عند البلوغ)، ولكنهما قد يتضخمان أيضًا بعد الولادة أو بعد زيادة الوزن أو في سن الإياس وفي أي عمر. تحدث ضخامة الثدي عادةً نتيجة تضخم خلايا النسيج الدهني، وليس تضخم الغدد الثديية. بالإضافة إلى ذلك، تملك العديد من النساء استعداد وراثي لتكوين أثداء كبيرة، وغالبًا ما يزداد حجمها ووزنها إما جراء الحمل أو زيادة الوزن، أو الاثنين؛ توجد أيضًا حالات علاجية المنشأ (يسببها الطبيب) مثل عدم التناسق التالي لاستئصال كتلة ورمية والتالي لاستئصال الثدي. مع ذلك، من النادر إحصائيًا أن تعاني امرأة شابة من تضخم الثدي العذري الذي ينتج عنه ثدي هائل في الحجم وضخامة متكررة للثدي.

### الأساليب العلاجية

#### طبية
لا يستجيب تضخم الثدي للعلاج الطبي؛ ومع ذلك، قد يخفف نظام إنقاص الوزن للمرأة البدينة بعضًا من الحجم الزائد لثدييها المتضخمين بشكل غير طبيعي. يوفر العلاج الطبيعي (الفيزيائي) بعض الراحة لآلام الرقبة أو الظهر أو الكتف. تقلل العناية بالبشرة من التهاب الطية تحت الثدي وتحد من الأعراض التي تسببها الرطوبة، مثل التهيج والحكة والعدوى والنزيف.

#### جراحية
تعمل التقنيات الجراحية التقليدية لتصغير الثدي على إعادة تشكيل جسم الثدي باستخدام الجلد والعنق الغدي (أنسجة الثدي السفلية أو العلوية أو المركزية)، ثم تقليم وإعادة لف غلاف الجلد لتشكيل ثدي جديد بالحجم والشكل والمحيط الطبيعي؛ ومع ذلك تنتج ندبات جراحية طويلة على نصف كرة الثدي. ردًا على ذلك، قدم إل. بينيلي في عام 1990 عملية رأب الثدي المستدير، وهي تقنية تُحدث شق بسيط حول الهالة ينتج عنه ندبة حول الهالة فقط -أي في مجمع الحلمة والهالة، حيث يخفي لون الجلد الداكن في هذه المنطقة الندبة الجراحية.

## تشريح الثدي

### الإجراء
يؤدي إجراء تصغير الثدي بهدف تغيير حجم الثدي المتضخم وتصحيح تدلي الثدي إلى إزالة الأنسجة الزائدة (الغدية، الدهنية، الجلدية)، والأربطة المعلقة المتمددة بشكل مفرط، وينقل مجمع الحلمة والهالة إلى منطقة أعلى ضمن نصف كرة الثدي. خلال فترة البلوغ، ينمو الثدي نتيجةً لتأثير هرموني الأستروجين والبروجستيرون؛ يتكون الثدي كغدة ثديية من فصيصات من الأنسجة الغدية، يتم تصريف كل منها بواسطة قناة لبنية تنتهي في الحلمة. يتكون معظم حجم الثدي (90%) ومحيطه الدائري من الأنسجة الدهنية المتناثرة بين الفصيصات -باستثناء فترة الحمل والرضاعة، عندما يشكل حليب الثدي معظم حجمه.

### التروية والتعصيب
تشمل التروية الدموية الشريانية للثدي مكونات وعائية إنسية ووحشية؛ يتم إمدادها بالدم عن طريق الشريان الصدري الغائر (من الجانب الإنسي)، والشريان الصدري الوحشي (من الجانب الوحشي)، والشرايين بين الأضلاع (الوربية) الثالثة والرابعة والخامسة والسادسة والسابع. يتم تصريف الدم الوريدي من الثدي عبر جهاز الوريد السطحي تحت الأدمة وجهاز الوريد العميق الموازي لجهاز الشرايين. نظام التصريف اللمفي الأساسي هو الضفيرة اللمفاوية خلف الثدي في اللفافة الصدرية. يتشكل الإحساس في الثدي جراء تعصيب الجهاز العصبي المحيطي للفروع الجلدية الأمامية والوحشية للأعصاب الوربية الرابعة والخامسة والسادسة، والعصب الفقري الصدري 4 (تي4) الذي يؤمن التروية الدموية والإحساس لمجمع الحلمة والهالة.